# Odontophora armata
Odontophora armata (syn. Trigonolaimus armatus / Trigonolaimus intermedius) is een rondwormensoort uit de familie van de Axonolaimidae. De wetenschappelijke naam van de soort is voor het eerst geldig gepubliceerd in 1918 door Ditlevsen.